# Tafas
Tafas (tiếng Ả Rập: طفس, cũng đánh vần là Tafs hoặc Tuffas) là một thị trấn ở miền nam Syria, một phần hành chính của Tỉnh Daraa, nằm ở phía bắc Daraa. Các địa phương lân cận bao gồm al-Shaykh Saad và Nawa ở phía bắc, Da'el, Abtaa và al-Shaykh Maskin ở phía đông bắc, Saham al-Jawlan và Adwan ở phía tây bắc và Muzayrib ở phía tây nam. Theo Cục Thống kê Trung ương Syria, Tafas có dân số 32.236 trong cuộc điều tra dân số năm 2004.

## Lịch sử
Trước thời đại Hy Lạp, nữ thần Isis Lactans được thờ phụng ở Tafas, bằng chứng là việc phát hiện ra bức tượng của cô trong thị trấn. Trong thời kỳ La Mã ở Syria, một cộng đồng Do Thái tồn tại ở Tafas. Một số tấm bia tang, có niên đại sớm nhất là 64 BCE, đã được tìm thấy ở Tafas. Một chiếc patera bằng đồng từ thời La Mã cũng được tìm thấy, nhưng sau đó nó đã bị đánh cắp từ Bảo tàng Mohammedan của Damascus.

### Thời đại Ottoman
Năm 1596, Tafas xuất hiện trong sổ đăng ký thuế của Ottoman khi đang ở nahiya của Bani Malik al-Asraf ở Qada Hawran. Nó có dân số 73 hộ gia đình và 40 cử nhân, tất cả đều theo đạo Hồi. Dân làng đã trả thuế cho lúa mì, lúa mạch, vụ mùa hè, doanh thu không thường xuyên, dê và/hoặc tổ ong.
Năm 1810, Tafas bị "tàn phá" bởi bộ lạc Wahhabi, theo Johann Ludwig Burckhardt. Trường tiểu học đầu tiên trong làng được xây dựng vào năm 1865. Vào những năm 1880, Tafas được mô tả là một ngôi làng có quy mô vừa phải với khoảng 100 ngôi nhà xây bằng đá có khoảng 250 người Hồi giáo sinh sống. Một số ngôi nhà đã bị hủy hoại và không có người ở. Có một nhà thờ Hồi giáo thứ sáu hoạt động. Một thập kỷ sau, nó được mô tả là có 90 ngôi nhà và 400 cư dân.
Năm 1918, thị trấn là nơi xảy ra một vụ thảm sát khét tiếng do Quân đội Ottoman rút lui trong Thế chiến I.  Theo TE Lawrence, vào ngày 27 tháng 9, quân đội Thổ Nhĩ Kỳ rút lui đã tàn sát nhiều người dân trong thị trấn, bao gồm cả phụ nữ và trẻ em. Để trả thù cho vụ thảm sát, quân đội của Lawrence đã tấn công các cột Thổ Nhĩ Kỳ đang rút lui và ra lệnh cho tất cả các tù nhân bị bắt, khoảng 250, bao gồm cả lính Đức và Áo, bị xử tử.

### Hiện đại
Trong cuộc Nội chiến Syria đang diễn ra, cư dân Tafas đã tham gia các cuộc biểu tình đốt cháy một đồn cảnh sát và trụ sở của Đảng Ba'ath địa phương, ba người đã bị lực lượng an ninh giết chết. Vào tháng 5 năm 2011, Quân đội Syria đã bao vây thị trấn và bắt giữ ít nhất 250 người ở đó.

## Khảo cổ học
Có một tháp vuông, được biết đến như một medany, với độ cao 50 feet và chiều rộng 10 feet với một cơ sở hình vuông. Nó bao gồm hai tầng, mỗi tầng có một cửa sổ. Tòa tháp được gắn vào một nhà thờ Hồi giáo Thứ Sáu có kích thước 46 feet 41 feet. Ở phía tây của nó là các bậc thang giống như sân thượng dẫn đến mái của nhà thờ Hồi giáo, được hỗ trợ bởi ba hàng cột, mỗi hàng gồm bốn cột, các trục có chiều cao 5 feet. Toàn bộ cột đứng ở 9 feet 5 inch. Trong mỗi hàng, hai cột trung tâm nổi bật độc lập trong khi cột đầu tiên và cột cuối cùng được xây dựng vào tường. Cùng với các vòm, tổng chiều cao của không gian bên trong nhà thờ Hồi giáo là gần 16 feet. Nhà thờ Hồi giáo được xây dựng chủ yếu vào thời kỳ Hồi giáo, mặc dù có một số yếu tố kiến trúc có từ thời La Mã hoặc Byzantine.